# Americká akademie umění a věd
Americká akademie umění a věd (anglicky American Academy of Arts and Sciences, někdy anglicky American Academy) je čestná organizace, sdružující významné vědce, veřejné činitele, podnikatele a umělce. Byla založena roku 1780 v Cambridge (Massachusetts), kde také sídlí. Jejím posláním je sdružovat významné osobnosti různých oborů a podílet se na dlouhodobých projektech politiky USA. Roku 2013 měla asi 4 000 členů a asi 600 čestných členů ze zahraničí. 

## Historie
Akademii založil parlament státu Massachusetts roku 1780 jako poradní sbor 61 vynikajících vlastenců, kteří svými znalostmi a zkušenostmi chtěli sloužit národu a lidstvu. Mezi prvními členy, které si sama zvolila, byl například Benjamin Franklin a George Washington. Roku 1785 začala vydávat své Memoirs, od roku 1846 Proceedings a od roku 1950 čtvrtletník Dædalus. 

## Členové
O členství v AAAS rozhodují její členové a za celou dobu její existence jí prošlo přes 10 tisíc osob. Mezi současnými asi 4000 členy je přes 250 
laureátů Nobelovy ceny a přes 60 laureátů Pulitzerovy ceny.
Mezi členy byli například: 
John Adams, Thomas Jefferson, Joseph Henry, Washington Irving, Josiah Willard Gibbs, Robert Oppenheimer, Willa Cather, Edgar Lawrence Doctorow, Thomas Stearns Eliot, Georgia O'Keeffe, Talcott Parsons, André Previn, Jonas Salk a Duke Ellington. Čestnými zahraničními členy byli například Leonhard Euler, Gilbert du Motier, markýz de La Fayette, Alexander von Humboldt, Leopold von Ranke, Charles Darwin, Džaváharlál Néhrú, Werner Heisenberg nebo Alec Guinness.
Předsedou AAAS byl v letech 1994–1997 historik a teolog slovenského původu Jaroslav Pelikan.

## Rozdělení
AAAS se člení do pěti tříd a 24 sekcí:
- I. Matematika a fyzika
- II. Biologické vědy
- III. Společenské vědy
- IV. Humanitní vědy a umění
- V. Veřejné záležitosti a podnikání

## Činnost
Akademie provádí samostatný a nestranický výzkum, který má pomáhat při stanovení cílů a strategií veřejných politik v těchto oblastech:
1. Věda, technika a globální bezpečnost
2. Sociální politika a americké instituce
3. Humanitní vědy a kultura
4. Výchova a vzdělávání

AAAS podporuje stáže hostujících vědců a uděluje řadu cen:
- Cena pro vědce-vlastence
- Cena zakladatelů za příspěvky v duchu zakladatelů akademie
- Amoryho cena za reprodukční biologii
- Emerson-Thoreauova medaile za literaturu
- Cena za humanistické studie
- Rumfordova cena za příspěvky v oblasti tepla a světla v širokém slova smyslu
- Cena Talcotta Parsonse za společenské vědy, včetně práv a historie
- Cena za básnictví na počest May Sartonové